# Анна Кеткарт
Анна Кеткарт (англ. Anna Cathcart: нар. 16 червня 2003, Ванкувер, Британська Колумбія, Канада) — канадська актриса, яка отримала міжнародне визнання за роль Кітті Сонг-Кові в серії фільмів Netflix «Усім хлопцям» (2018—2021) і у спінофі власного персонажа «Цілую, Кітті» (2023–тепер). Вона почала свою кар'єру як дитина-актор, зігравши роль Олімпії в серіалі PBS Kids/TVOKids «Дивний загін» (2016—2019), за який вона отримала нагорорду «Canadian Screen Awards». Потім Кеткарт зіграла Дізі Тремейн у фільмах Disney Channel «Спадкоємці 2» (2017) і «Спадкоємці 3» (2019). Вона також зіграла головну роль у веб-серіалі Brat TV «Зої Валентайн» (2019).

## Раннє життя та освіта
Анна Кеткарт народилася 16 червня 2003 року у Ванкувері. Вона — китайського та ірландського походження і має старшу сестру.
Вона закінчила середню школу в 2021 році і описала свій шкільний досвід як «наче мати дві повноцінні роботи одночасно». На зйомках Дивного загону вона та її товариші по акторському складу навчалися двогодинними блоками. Станом на 2023 рік Кеткарт відвідує Університет Британської Колумбії за спеціальністю соціологія та творче письмо.

## Кар'єра

### 2016—2017: Початок кар'єри
Кеткарт у віці шести або семи років отримала агента з талантів і знялася в кількох рекламних роликах. У віці восьми років вона знялася в рекламі «Crayola» та «Campbell's Soup». Вона заявила, що «ніколи не була на курсах акторської майстерності», сказавши, що її надихають виступи на Disney Channel і Netflix.
У віці 12 років, після перерви, Кеткарт була запрошена на прослуховування для серіалу TVOKids і PBS Kids «Дивний загін». Вона та її колега-актор Ісаак Крагтен були обрані на ролі агентів Олімпії та Отіса відповідно. Вони знімали серіал протягом семи місяців у Торонто. Перший епізод 2 сезону «Перший день» вийшов в ефір 20 червня 2016 року на PBS Kids і 21 червня 2016 року на TVOKids. Того ж року Кеткарт повторила свою роль у спінофі фільму «Дивний загін: Фільм», що стало її першою появою в кіно. Кеткарт отримала премію Джоуї за свою роботу, а також була номінована на іншу премію Джоуї разом зі своїми колегами по акторському складу[джерело?]. У листопаді 2016 року PBS замовив 20 одно-трьохвилинних епізодів спінофу «Дивний загін» під назвою «OddTube». У серіалі Кеткарт повторила свою роль агента Олімпії, персонажа, який був ведучим шоу.
У 2017 році Кеткарт з'явилася у сиквелі оригінального фільму Disney Channel «Спадкоємці», — «Спадкоємці 2», в якому вона зіграла Діззі Тремейн, дочку Дрізелли Тремейн. Прем'єра фільму відбулася 21 липня 2017 року, і в ніч прем'єри його переглянули 8,92 мільйона глядачів у шести мережах.

### 2018–…: Франшиза «Усім хлопцям» і «Цілую, Кітті»
Кеткарт приєдналася до акторського складу екранізації бестселера Дженні Хан «Усім хлопцям, яких я кохала...», в якому вона мала зіграти 11-річну Кітті Сонг-Кові, молодшу сестру головної героїні Лари Джин. Фільм був випущений у 2018 році на Netflix і швидко став одним із оригінальних фільмів Netflix, які найбільше переглядають. Фільм отримав загалом схвальні відгуки, а критики похвалили акторів. Моллі Фрімен із Screen Rant назвала Кеткарт «веселою і видатною», тоді як Чарлі Салек із Joker Mag назвав другорядні виступи «вирішальними».
У листопаді 2018 року Кеткарт приєдналася до акторського складу вебсеріалу Brat TV «Зої Валентайн», де вона мала зіграти однойменну героїню. Кеткарт не проходила прослуховування, натомість з нею зв'язалися щодо ролі. Перший епізод, прем'єра якого відбулася 17 січня 2019 року, станом на листопад 2020 року набрав 4,9 мільйона переглядів на YouTube. Кеткарт описала зйомки як «божевільні», сказавши, що «[це було] таке помутніння, але так весело». Кеткарт знову зіграла Зої Валентайн у фільмі Brat TV «Весняний відрив», який вийшов 15 березня 2019 року на YouTube. «Зої Валентайн» пізніше було продовжено на другий сезон. Кеткарт повторила свою роль Діззі Тремейн у третій частині франшизи «Спадкоємці», «Спадкоємці 3» у 2019 році .
Кеткарт повторила свою роль Кітті у 2020 році, у фільмі «Усім хлопцям: P.S. Я досі вас кохаю», який знімали з березня по травень 2019 року, головним у Ванкувері. Фільм, який вийшов у лютому 2020 року, отримав загалом неоднозначні відгуки. Кеткарт отримала похвалу за свою гру, а «The Post» написала, що Кеткарт була однією з небагатьох членів акторського складу, яка привнесла «таку саму енергію, як в першому фільмі». Вона була номінована на премію глядацьких симпатій фонду «Cogeco». У середині 2020 року через обмеження, накладені через пандемію COVID-19, Кеткарт організувала віртуальний серіал під назвою «Листи до», яка дозволяла шанувальникам спілкуватися зі своїми улюбленими авторами. Розроблений «Picturestart» і опублікований на Facebook Watch, «Glitter Magazine» писав, що серіал «захопив усіх фанатів літератури».
Кеткарт повторила свою роль у третьому фільмі із серії фільмів «Усім хлопцям» під назвою «Усім хлопцям: Завжди і назавжди», який знімався в основному у Ванкувері, Нью-Йорку та Сеулі з липня до вересня 2019 року.
Кеткарт зіграла Моллі в оригінальному фільмі Disney Channel 2021 року «Оберт». Основні зйомки для Оберту розпочалися на початку жовтня 2020 року і завершилися наприкінці листопада. Гра Кеткарт була високо оцінена Емі Аматанджело з Paste, яка назвала її «секретною зброєю покоління» та заявила, що проекти, в яких вона бере участь, напевно будуть високоякісними. Вона також озвучила Діззі в анімованому спеціальному мультфільмі «Спадкоємці: Королівське весілля», який вийшов після «Оберту».
У березні 2021 року було оголошено, що Кеткарт знову зіграє роль Кітті Сонг-Кові у серіалі, який є спінофом до серії фільмів, і, як було розкрито пізніше, називатиметься «Цілую, Кітті». TheWrap описав її як «доречно милу», тоді як Comic Book Resources заявив, що вона «робить впевнений стрибок до головної ролі».

## Фільмографія

### Кіно
| Рік  |    | Українська назва                               | Оригінальна назва                            | Роль                                |
| ---- | -- | ---------------------------------------------- | -------------------------------------------- | ----------------------------------- |
| 2016 | ф  | Дивний загін: Фільм                            | англ. Odd Squad: The Movie                   | Олімпія / англ. Olympia             |
| 2017 | ф  | Спадкоємці: доля братів                        | порт. Descendentes: O Destino dos Irmãos     | Діззі / порт. Dizzy                 |
| 2017 | ф  | Спадкоємці 2                                   | англ. Descendants 2                          | Діззі / англ. Dizzy                 |
| 2018 | ф  | Дивний загін: світ став дивним                 | англ. Odd Squad: World Turned Odd            | Олімпія / англ. Olympia             |
| 2018 | ф  | Усім хлопцям, яких я кохала раніше             | англ. To All the Boys I've Loved Before      | Кітті / англ. Kitty                 |
| 2018 | кф | Під водою: історія спадкоємців                 | англ. Under the Sea: A Descendants Story     | Діззі / англ. Dizzy                 |
| 2019 | ф  | Весняний відрив                                | англ. Spring Breakaway                       | Зої / англ. Zoe                     |
| 2019 | кф | Спадкоємці 3: добре бути поганим               | англ. Descendants 3: Good to Be Bad          | Анна Кеткарт / англ. Anna Cathcart  |
| 2019 | ф  | Спадкоємці 3                                   | англ. Descendants 3                          | Дізі Тремейн / англ. Dizzy Tremaine |
| 2020 | ф  | Усім хлопцям: P.S. Я досі вас кохаю            | англ. To All the Boys: P.S. I Still Love You | Кітті / англ. Kitty                 |
| 2020 | ф  |                                                | англ. Mal and Ben's Royal Wedding            | Діззі / англ. Dizzy                 |
| 2021 | ф  | Усім хлопцям: Завжди і назавжди                | англ. To All the Boys: Always and Forever    | Кітті / англ. Kitty                 |
| 2021 | ф  | Оберт                                          | англ. Spin                                   | Моллі / англ. Molly                 |
| 2021 | мф | Спадкоємці: Королівське весілля                | англ. Descendants: The Royal Wedding         | Діззі / англ. Dizzy                 |
| 2021 | кф | Вулиця Сезам: дивіться, як ми збираємося разом | англ. Sesame Street: See Us Coming Together  | Анна / англ. Anna                   |

### Телебачення
| Рік       |    | Українська назва                  | Оригінальна назва            | Роль                                               |
| --------- | -- | --------------------------------- | ---------------------------- | -------------------------------------------------- |
| 2016—2022 | с  | Дивний загін                      | англ. Odd Squad              | Олімпія / англ. Olympia (36 серій)                 |
| 2017—2017 | с  | Діно Дана                         | англ. Dino Dana              | Робін / англ. Robyn (2 серії)                      |
| 2017—2018 | с  | Якось у казці                     | англ. Once Upon a Time       | Дрізелла-підліток / англ. Tween Drizella (2 серії) |
| 2019—2019 | с  | Швидка Лейн                       | англ. Fast Layne             | Анна / англ. Anna (4 серії)                        |
| 2019—2019 | с  | Зої Валентайн                     | англ. Zoe Valentine          | Зої Валентайн / англ. Zoe Valentine (15 серій)     |
| 2016—2020 | с  |                                   | англ. OddTube                | Олімпія / англ. Olympia (21 серія)                 |
| 2021—2021 | мс | Зоряні війни: Видіння             | англ. Star Wars: Visions     | Лоп / англ. Lop (озвучка англійською)              |
| 2021—2021 | с  | Дивний загін: мобільний підрозділ | англ. Odd Squad: Mobile Unit | Олімпія / англ. Olympia (2 серії)                  |
| 2023—2025 | с  | Цілую, Кітті                      | англ. XO, Kitty              | Кітті / англ. Kitty (18 серій)                     |
| 2024—2024 | мс | Монстр Хай                        | англ. Monster High           | Джінафайр Лонг / англ. Jinafire Long (3 серії)     |

## Нагороди і номінації
| Рік  | Асоціація              | Категорія                                                   | Робота       | Результат | Прим.  |
| ---- | ---------------------- | ----------------------------------------------------------- | ------------ | --------- | ------ |
| 2019 | Canadian Screen Awards | Найкращий виступ у дитячій або юнацькій програмі чи серіалі | Дивний загін | Перемога  | [ 56 ] |